# Black Lives Matter
Pour les articles homonymes, voir BLM.
Black Lives Matter (/blæk laɪvz ˈmætə/; BLM) — qui se traduit par « les vies noires comptent » ou « la vie des Noirs compte » — est un mouvement social et politique né en 2013 aux États-Unis au sein de la communauté afro-américaine, qui milite contre le racisme systémique envers les Noirs. Ses membres se mobilisent contre les atteintes mortelles de personnes noires par des policiers blancs. Ils dénoncent principalement le profilage racial, la violence policière ainsi que l’inégalité raciale dans le système de justice criminelle des États-Unis.
Le mouvement occupe une place importante dans les manifestations et émeutes de l'été 2020 aux États-Unis et dans le monde, après le meurtre de George Floyd, qui sont ensuite ravivées par la mort d'autres hommes noirs lors de leur arrestation par des policiers blancs, comme Rayshard Brooks, ou lorsque leur arrestation tourne mal comme pour Jacob Blake.
Les réactions négatives à ce mouvement ont pris la forme du slogan All Lives Matter (« toutes les vies comptent ») et du mouvement de défense de la police Blue Lives Matter (« les vies bleues comptent »).

## Histoire

### Origine du mouvement
Le 13 juillet 2013, le surveillant de voisinage George Zimmerman, qui avait tué un adolescent noir, Trayvon Martin, au cours d'une altercation, est acquitté par la justice. En réaction, la militante Alicia Garza écrit le jour même un billet qu’elle décrit comme une « lettre d'amour aux amis Noirs ». Celui-ci se termine par « Black People. I love you. I love us. Our lives matter. », ou en français : « Personnes noires. Je vous aime. Je nous aime. Nos vies comptent » et appelle à s'unir pour garantir que « les vies noires comptent » (« that black lives matter »),. Patrisse Cullors, amie d'Alicia Garza et également activiste, republie le billet sur le média social Twitter et y joint le hashtag #BlackLivesMatter,,.
Garza et Cullors créent ensuite, en compagnie d'Opal Tometi, une autre femme afro-américaine qui dirige à New York un groupe de défense des droits des immigrants afro-descendants,, des comptes sur les réseaux sociaux Tumblr et Twitter où elles appellent les internautes à partager des récits expliquant pourquoi « les vies noires comptent ». Les initiatrices du mouvement commencent à employer le slogan dans des manifestations, et ce dernier commence à se répandre.

### Extension du mouvement

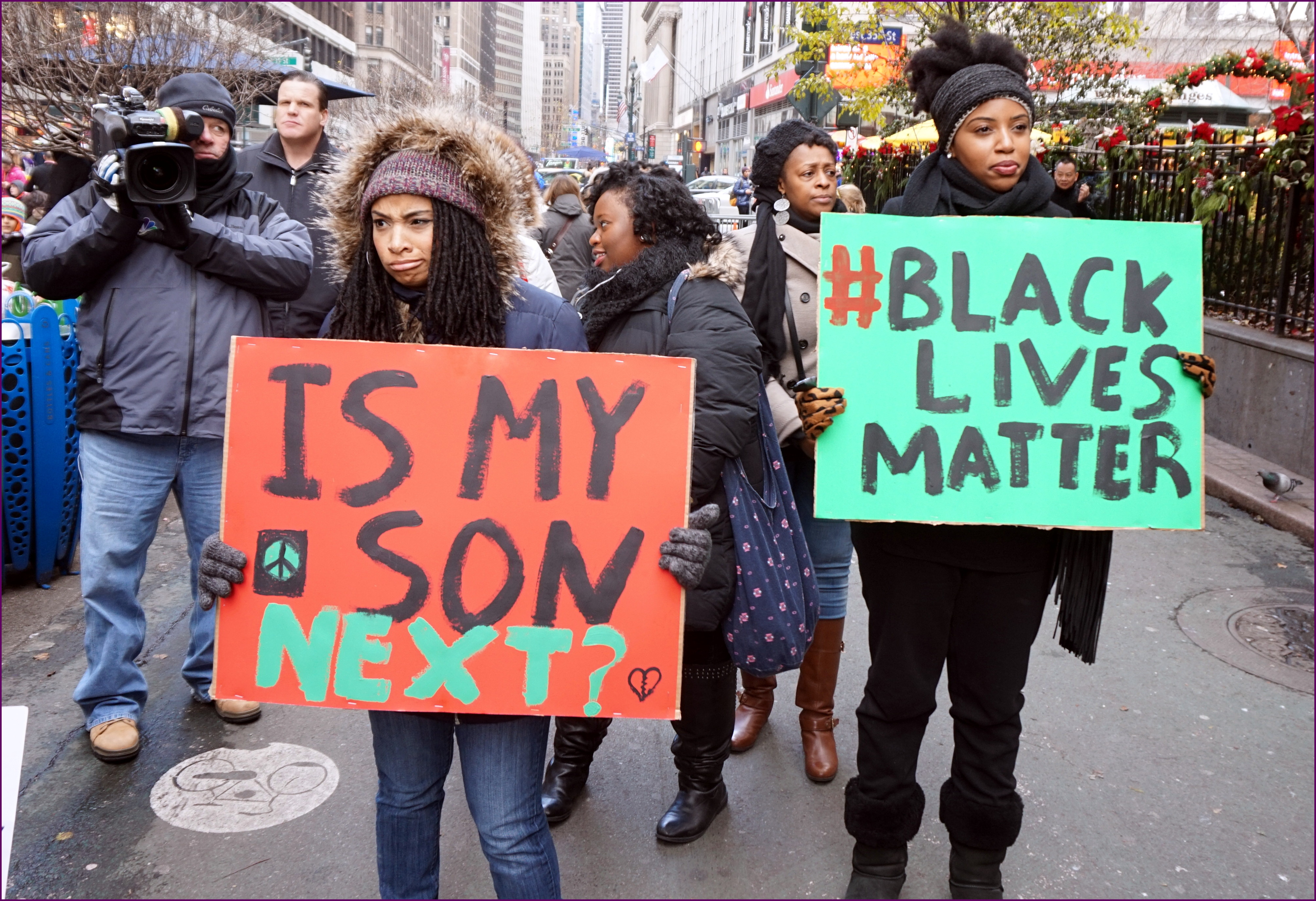
Utilisation du hashtag lors d'une manifestation le 28 novembre 2014 à New York.

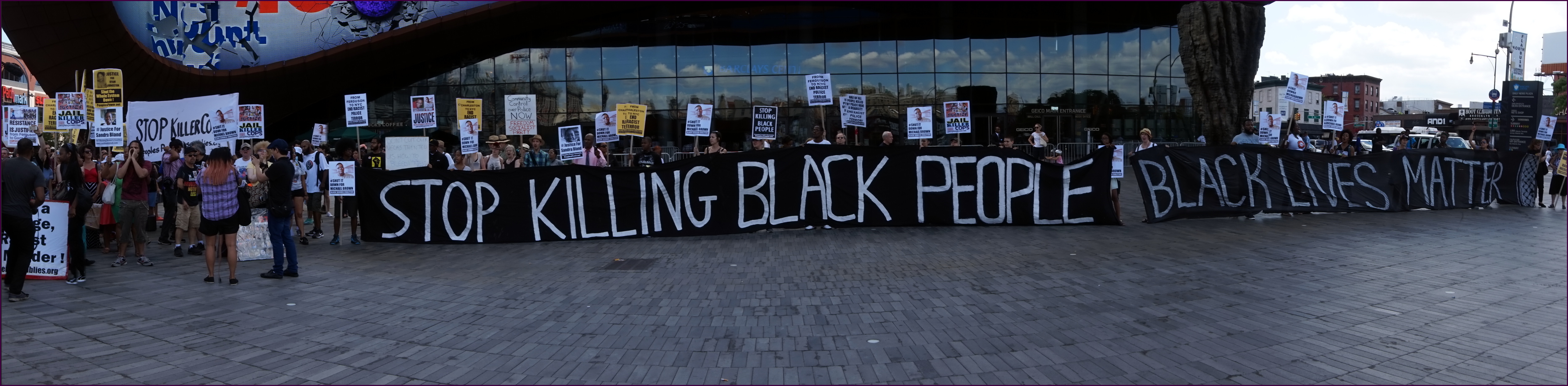
Rassemblement le 9 août 2015, un an après la mort de Michael Brown, devant le Barclays Center de Brooklyn.

En 2014, peu après la mort aux mains de la police d'Eric Garner à New York, qui s'exclamait « I can't breathe » (« je n'arrive pas à respirer ») lors de son placage au sol, expression qui devient un slogan de manifestants, un autre homme afro-américain, Michael Brown, décède également aux mains de la police à Ferguson dans le Missouri. Garza, Cullors et Tometi organisent un voyage militant pour rejoindre les manifestations à Ferguson au nom de leur campagne Black Lives Matter, suscitant un certain intérêt sur les réseaux sociaux, et le slogan commence à se diffuser sur place. La très forte médiatisation des manifestations et émeutes de Ferguson lance un mouvement et donne un retentissement au slogan à travers les États-Unis. Il est notamment repris dans les revendications liées à de nombreuses affaires où des Noirs sont morts lors de leur détention par la police, notamment celles de Jonathan Ferrell, John Crawford III, Ezell Ford, Walter Scott, Freddie Gray, ainsi que Sandra Bland. Fin 2014, il est utilisé par la politicienne Hillary Clinton, puis apparaît dans un épisode de la série télévisée afro-américaine Empire. À partir de l’été 2015, les activistes du mouvement Black Lives Matter s'impliquent dans la campagne présidentielle de 2016.
En février 2015, il existait selon Patricia Cullors 23 sections locales du mouvement Black Lives Matter aux États-Unis, au Canada et au Ghana,.
Le 9 juillet 2016, après les meurtres de Philando Castle et Alton Sterling par la police, quatre joueuses du Lynx du Minnesota en WNBA, Maya Moore, Rebekkah Brunson, Seimone Augustus et Lindsay Whalen qui portent à l'échauffement les maillots "Change starts with us" et "Justice & accountability" sur l'avant, ainsi qu'au dos les noms de Castile et Sterling ainsi que le slogan "Black Lives Matter, ce qui est un événement fondateur dans le sport américain.
Durant l'été 2016, un rapprochement en France est également fait avec le mouvement Black Lives Matter dans le cadre de l'affaire Adama Traoré, qui donne lieu à son propre mouvement.

### Manifestations et émeutes de 2020
Le mouvement obtient une grande visibilité lors des manifestations et émeutes aux États-Unis et dans le monde liées au meurtre de George Floyd, tué par le policier Derek Chauvin.
Reprenant une idée qui avait déjà émergé après les manifestations contre les violences policières à Ferguson en 2014, le mouvement appelle à couper le financement de la police (en) pour soutenir à la place les communautés marginalisées.

### Années 2020

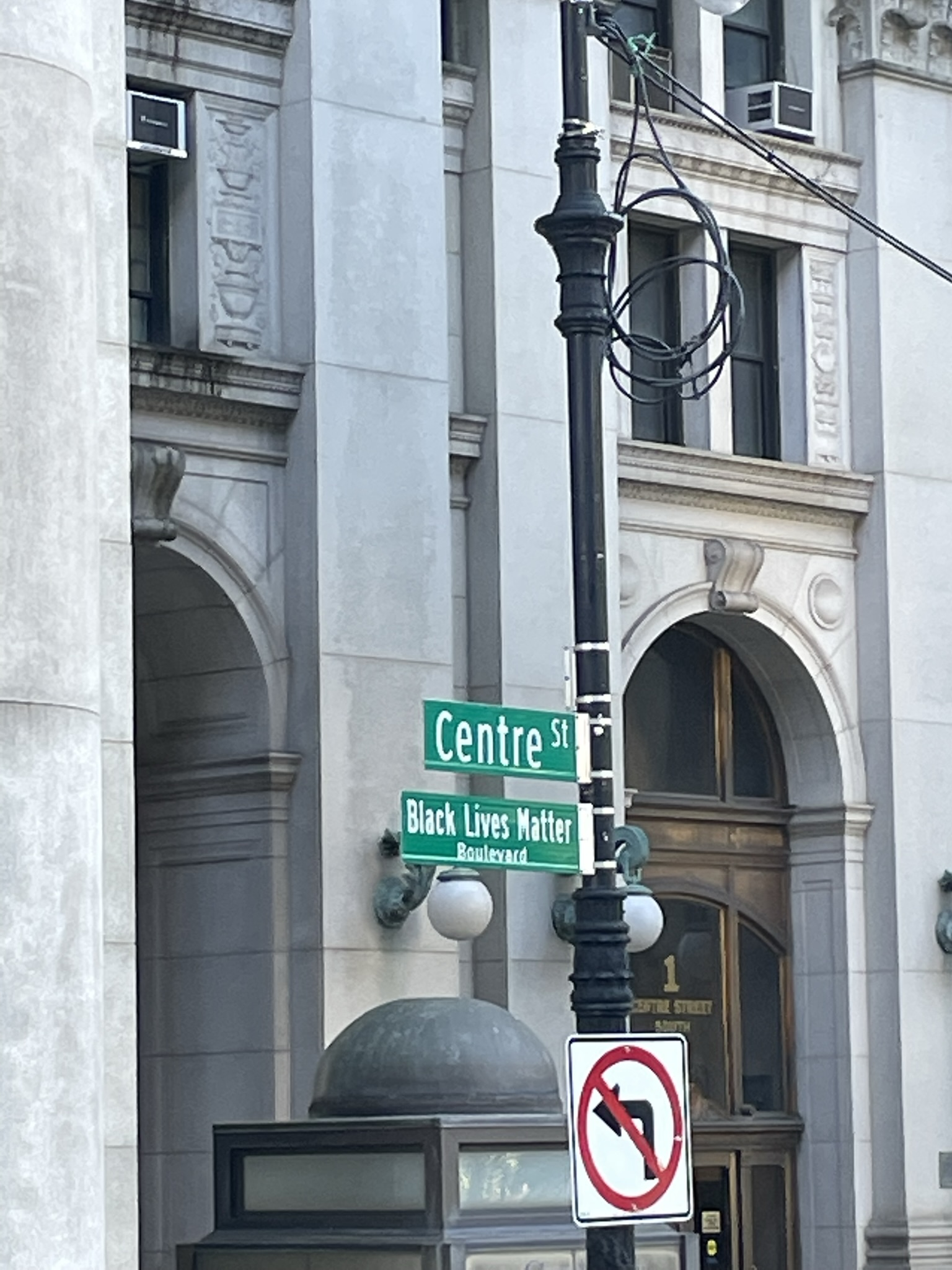
Boulevard Black Lives Matter à New York.

Le 9 juillet 2020, la ville de New York ajoute le nom « Black Lives Matter Boulevard » à la Centre Street.
Dans le contexte de la guerre à Gaza depuis 2023, Black Lives Matter se joint aux manifestations qui dénoncent les bombardements d'Israël sur la bande de Gaza et exige un cessez-le-feu.
En mars 2025, la fresque au sol « Black Lives Matter » peinte en lettres jaunes de très grande taille est enlevée de la place éponyme par la mairie de Washington DC, à la suite de menaces de certains Républicains de déposer un projet de loi visant à couper les financements fédéraux donnés à la ville de Washington DC, tant que la fresque est présente et tant que la place éponyme évoque le mouvement Black Lives Matter.

## Philosophie
Les fondatrices du mouvement, Garza, Cullors (militantes queer) et Tometi, se réclament de l’héritage du mouvement des droits civiques et du mouvement Black Power et mettent en avant les traditionnels enjeux des mouvements d'émancipation des Noirs mais souhaitent proposer un projet beaucoup plus inclusif, intersectionnel, apolitique et non fondé sur une religion,. Le mouvement est inspiré des mouvances féministes, LGBT, et altermondialistes, comme Occupy Wall Street, ainsi que du Printemps arabe. Cullors affirme qu'elle et Alicia Garza sont marxistes.
Le site web de l'organisation décrit celle-ci comme un réseau et indique que ses membres se voient comme membres de la « famille mondiale noire ». Il mentionne que son nom va au-delà des meurtres d'individus noirs par des policiers, et que le but de l'organisation est « d'éradiquer la suprématie blanche et […] de créer un monde sans sentiment anti-noir, où chaque personne noire a le pouvoir social, économique et politique pour prospérer »,. Le groupe d'activistes affirme que le mouvement Black Lives Matter se préoccupe également des questions spécifiques des femmes noires, des membres noirs de la communauté gay et trans, des handicapés. Le mouvement se décrit comme pro-famille mais voulant « perturber l’exigence de la structure familiale nucléaire prescrite par l’Occident en se soutenant mutuellement en tant que familles élargies et « villages » qui s’occupent collectivement les uns des autres, en particulier de nos enfants »,.
Le mouvement est chef de file du combat contre les violences policières et contre le racisme systémique aux États-Unis.
Certains manifestants souhaitent se distinguer de la vieille génération de dirigeants noirs, tel Al Sharpton. Le politologue Frederick C. Harris a ainsi souligné que le modèle d'organisation de Black Lives Matter se distingue d'autres organisations de droits civiques dirigées par des leaders charismatiques comme Rainbow/PUSH (en) de Jesse Jackson ainsi que le National Action Network (en) d'Al Sharpton[réf. nécessaire].

## Revendications
En 2014, Black Lives Matter se joint à d'autres organisations pour fonder le Movement for Black Lives (en) (M4BL). Ensemble, les organisations publient en 2016 un plan intitulé « A Vision for Black Lives: Policy Demands for Black Power, Freedom and Justice » (« Une Vision pour les Vies Noires : Revendications Politiques pour le Pouvoir, la Liberté et la Justice Noirs »). Le plan comprend six demandes centrales et quarante domaines de politique prioritaires. Les six demandes sont :

1. Mettre fin à la guerre contre les personnes noires.
2. Réparations pour les torts passés et présents.
3. Désinvestissement des institutions qui criminalisent, mettent en cage et font du mal aux personnes noires ; et investissement dans l'éducation, la santé et la sécurité des personnes noires.
4. Justice économique pour tous et reconstruction de l'économie pour assurer à nos communautés la propriété commune, et non le simple accès.
5. Contrôle communautaire des lois, institutions et politiques qui nous affectent le plus.
6. Un pouvoir noir indépendant et une autodétermination noire dans tous les domaines de la société.,

## Structure de l'organisation

### Organisation décentralisée
Le mouvement social Black Lives Matter est décentralisé : ses meneuses mettent l'accent sur les structures locales. Alicia Garza le décrit comme une plateforme disponible en ligne dans l'objectif de rassembler les activistes partageant des buts et des valeurs similaires. Ceux-ci doivent s'engager à suivre les principes de l'organisation, mais le mouvement n'a pas de structure centrale ou de hiérarchie. Alicia Garza a ajouté que le mouvement ne s'intéresse pas à mettre ses membres en vedette. En 2016, il existe trente groupes Black Lives Matter dans le monde, principalement aux États-Unis mais aussi au Royaume-Uni, au Canada, en Australie et au Ghana,.
Parmi les activistes et les soutiens de Black Lives Matter, on compte la cofondatrice de la section de Seattle Marissa Johnson, l'avocate et présidente de la section de Minneapolis de la NAACP Nekima Levy-Pounds ainsi que l'écrivain Shaun King.
Le manque de structure de Black Lives Matter a pu créer des confusions dans les médias traditionnels ainsi qu'au sein même des activistes[réf. nécessaire].

### Black Lives Matter Global Network Foundation
La Black Lives Matter Global Network Foundation (en), association américaine fondée en 2013 dans l'objectif de soutenir le mouvement Black Lives Matter, est membre de la coalition Movement for Black Lives (en), créée en 2015 pour représenter les intérêts des communautés noires américaines, en particulier face à des violences policières de plus en plus visibles. En 2015, Johnetta Elzie, DeRay Mckesson, Brittany Packnett, et Samuel Sinyangwe, créent Campaign Zero (en), qui milite pour des réformes visant à mettre fin aux brutalités policières.

#### Financements
En 2015, Politico rapportait que des activistes du mouvement tenaient des rencontres secrètes avec le club de donateurs progressistes Democracy Alliance (en), qui comprend certains des plus grands soutiens financiers du Parti démocrate, comme Paul Egerman et le milliardaire Tom Steyer.
L'organisation et des organisations apparentées œuvrant pour la communauté noire ou les droits civiques reçoivent des dons d'entreprises,, . Certaines entreprises américaines soutiennent également le mouvement en doublant les dons de leurs employés.

##### Controverses sur les dépenses
En 2021, la presse conservatrice commente la « frénésie d’achats immobiliers » de Patrisse Cullors : celle-ci a acquis quatre maisons haut de gamme pour 3,2 millions de dollars aux États-Unis, dont une villa estimée à 1,4 million de dollars à Topanga Canyon, une banlieue huppée de Los Angeles,.
Hawk Newsome, le directeur de Black Lives Matter Greater New York City, organisation non affiliée à la Black Lives Matter Global Network Foundation dirigée par Patrisse Khan-Cullors, demande une enquête indépendante pour savoir comment le réseau mondial dépense son argent.
En janvier 2022, The New York Post évoque également le fait que Black Lives Matter a transféré des millions à M4BJ, un organisme de bienfaisance canadien dirigé par l'épouse de Patrisse Cullors, Janaya Khan. M4BJ a acheté un vaste manoir qui avait autrefois servi de siège au Parti communiste pour l'équivalent de 6,3 millions de dollars en espèces en juillet 2021. L'achat de la propriété de Toronto, nommée Wildseed Centre for Art and Activism, est révélé, selon The New York Post, à un moment où existe des inquiétudes croissantes concernant le manque de transparence du groupe BLM dans ses finances.

##### Accusations de vol
En septembre 2022, Shalomyah Bowers, un dirigeant de la Black Lives Matter Global Network Foundation, est accusé par d’anciens collègues d’avoir volé plus de 10 millions de dollars de dons à l’organisation pour son usage personnel. Celui-ci, qui est à la tête de la Black Lives Matter Global Network Foundation depuis avril, est accusé d'avoir versé l'argent à son propre cabinet de conseil Bowers et d'avoir détourné les ressources d'un nouveau groupe appelé Black Lives Matter Grassroots, Inc. Il nie ces accusations. le conseil d’administration de la Black Lives Matter Global Network Foundation dans une déclaration commune dénonçant ceux qui « préfèrent suivre les mêmes méthodes que nos oppresseurs blancs et utiliser le système juridique pénal qui est soutenu par la suprématie blanche »,.

## Perceptions et réactions au mouvement

### Par la population américaine
Selon un sondage de 2016, un tiers de la population américaine rapporte ne pas comprendre les objectifs du mouvement. Si le mouvement est très majoritairement apprécié des Afro-américains, 49 % des Blancs américains disent l'appuyer, alors que 28 % y sont opposés. Au sein de la population, le sujet sépare très clairement les électeurs démocrates des Républicains : 64 % des personnes qui disent voter démocrate approuvent le mouvement contre seulement 20% des Républicains, qui s'y opposent à plus de 50%. Les électeurs indépendants blancs le soutiennent à 42 % et s'y opposent à 25 %.
Le New-York Times fait observer que la mort de George Floyd a catalysé un moment le soutien à Black Lives Matter. Les sondages montrent un pic de soutien dans la foulée immédiate de la mort de George Floyd qui décline par la suite rapidement. Notamment, les électeurs républicains font état d’un soutien beaucoup plus fort à Black Lives Matter qu’ils ne l’avaient fait avant, mais ce soutien ne dure pas et connaît un rapide déclin. Analysant par « groupe racial », le journal observe une évolution similaire chez les Blancs américains qui sont devenus moins favorables à Black Lives Matter qu’ils ne l’étaient avant la mort de George Floyd. Selon Jennifer Chudy et Hakeem Jefferson, le déclin précipité du soutien, en particulier parmi les républicains et les Américains blancs, reflète la politisation accrue de la question par les élites.

### Par les entreprises
De nombreuses entreprises partagent le hashtag #BlackLivesMatter, souvent accompagné d'annonces de donations à des organisations caritatives œuvrant pour la communauté noire et/ou les droits civiques, dont l'organisation Black Lives Matter. Ces entreprises sont actives dans des domaines variés, comme l'Internet et les technologies numériques, le jeu vidéo ou les cosmétiques. En juillet 2020, plusieurs employés de l'entreprise américaine Cisco, qui soutient le mouvement, sont licenciés pour avoir critiqué ce soutien sur une messagerie interne lors d'une discussion sur les questions raciales.

### Par Facebook
En février 2016, le fondateur et directeur général de Facebook Mark Zuckerberg écrit à ses employés pour leur demander d'arrêter de barrer les mentions « Black Lives Matter » et de les remplacer par « All Lives Matter » (« Toutes les vies comptent ») sur les murs dédiés à l'expression des bureaux de l'entreprise. Il affirme que ce comportement est irrespectueux et même malveillant, après diverses réprimandes de sa part à ce sujet, et annonce que l'entreprise est en train d'enquêter ces incidents « profondément blessants et fatigants ».
En mai 2016, des anciens employés de Facebook révèlent qu'à l'époque où ils travaillaient pour l'entreprise, les sujets remontés parmi les « contenus populaires » étaient sélectionnés par une équipe de curateurs qui écartaient délibérément les sujets politiques à tendance conservatrice. À l'inverse, certains sujets peu populaires, comme le mouvement Black Lives Matter, étaient remontés manuellement par l'équipe,. Selon l'AFP, ce traitement éditorialisé n'aurait pas été le résultat d'instructions données par la direction mais serait venu de l'initiative de « jeunes journalistes orientés par leurs opinions politiques marquées à gauche ». En revanche, des consignes ont été données pour que des sujets, tels le mouvement militant Black Lives Matter, ne suscitant pas d'intérêt suffisant soient pourtant intégrés aux tendances.

### Par les forces de l'ordre
Afin de protester contre ce qu'ils jugent être des incitations à la haine envers les forces de l'ordre de la part du mouvement Black Lives Matter, plusieurs membres du Parti républicain et de syndicats de polices créent le mouvement Blue Lives Matter en référence a leur uniforme.

### Analyses
Keeanga-Yamahtta Taylor, militante du mouvement et professeure au département d'études afro-américaines à l'Université de Princeton, analyse le mouvement dans son livre, From #BlackLivesMatter to Black Liberation. Elle y pose notamment une question qu'elle juge cruciale : pourquoi cette mobilisation afro-américaine contre les violences policières envers les Noirs est-elle née précisément pendant la présidence du premier président américain noir, Barack Obama, lequel semblait pourtant incarner une Amérique « post-raciale », c’est-à-dire « indifférente à la race » ?

#### Critiques
Cedric Johnson (professeur d'études afro-américaines et de science politique à l'université de l'Illinois à Chicago) soutient que « le prisme racial ne permet pas d’expliquer la crise de violence politique actuelle, dans laquelle les Noirs sont surreprésentés, mais ne forment pas la majorité des victimes. En 2015, 1 138 personnes ont été tuées par la police aux États-Unis, parmi lesquelles 504 Noirs, 306 Blancs, 195 Latinos, 24 Asiatiques ou autochtones des îles du Pacifique, 13 Amérindiens et 27 personnes dont l’origine ethnique reste inconnue. (…) Les individus sans emploi ou sans domicile, ceux qui travaillent dans l’économie informelle ou qui vivent dans des zones où ce type d’économie domine sont les plus susceptibles d’être régulièrement surveillés, harcelés et arrêtés. Les militants de Black Lives Matter postulent que les Noirs font l’objet d’une injustice ciblée, alors que la violence de l’État carcéral touche l’ensemble des classes populaires. »
Certains leadeurs noirs des droits civiques, tels que le révérend Cecil « Chip » Murray, Najee Ali et Earl Ofari Hutchinson, ont critiqué les tactiques de BLM comme irrespectueuses et inefficaces, Ali affirmant que « tout ce qu’ils peuvent faire est de perturber et de faire du bruit ». L'auteur et ministre Barbara Ann Reynolds a critiqué les tactiques de confrontation du BLM.
Le mouvement est critiqué par Donald Trump lors de sa candidature à la présidence des États-Unis en 2016, le candidat accusant les manifestants d'appeler à la mort de la police. À la suite des manifestations qui suivent la mort de George Floyd en juin 2020, il critique à nouveau le mouvement, qualifiant la peinture au sol devant son ancienne résidence de New York du slogan Black Lives Matter, sur décision du maire de New York Bill de Blasio, de « symbole de haine », citant un chant anti-police entonné lors d'une manifestation Black Lives Matter appelant à « frire [les] porcs [(policiers)] comme du bacon »,.
Les femmes du mouvement Black Lives Matter, y compris la professeure et défenseure des droits civiques Treva B. Lindsey, ont fait valoir que Black Lives Matter a écarté les expériences des femmes noires au profit des expériences des hommes noirs. Par exemple, plus de manifestations ont été organisées pour protester contre les meurtres de Michael Brown et de Trayvon Martin que les meurtres de Kaylla Moore ou Rekia Boyd .
En réponse, le mouvement Say Her Name a été fondée pour se concentrer spécifiquement sur le meurtre de femmes noires par la police et pour faire entrer leurs noms dans la manifestation Black Lives Matter. Leur objectif déclaré est d'offrir un récit plus complet, mais sans entrer en concurrence, avec le mouvement global Black Lives Matter,.
Certains responsables politiques noirs américains se sont positionnés contre le mouvement, qu'ils considèrent comme étant déconnecté des personnes qu'il prétend représenter et défendre.
Le 21 novembre 2015, Ben Carson, le seul afro-américain en lice pour l'investiture républicaine à la présidence, a déclaré que Black Lives Matter devrait s'occuper de toutes les vies des Noirs, pas seulement de quelques-unes car selon lui, le plus grand nombre de vies noires est éliminée dans les cliniques d'avortement et quand il regarde dans les grandes villes des États-Unis, la première cause de décès des jeunes hommes noirs est l'homicide.
En s'opposant aux coupes budgétaires d'août 2020, le conseiller municipal de New York I. Daneek Miller, co-président du caucus noir, latino et asiatique (BLA) du conseil, s'est opposé à la réduction du financement de la police et a déclaré : "Les Noirs veulent être en sécurité comme tout le monde… nous ne pouvons pas permettre à des personnes extérieures à notre communauté de nous faire la leçon sur la vie des Noirs".
Vanessa Gibson, du 16e district du conseil municipal du Bronx, a déclaré : « Les membres de ma classe ouvrière, mes propriétaires, mes locataires, mes voisins ne sont pas dehors à crier et à hurler, parce qu'ils doivent travailler ».
Le maire de Newark, dans le New Jersey, Ras Baraka, a qualifié le "définancement de la police" prôné par le mouvement Black Lives Matter de solution "bourgeoise libérale" face au racisme.

## Mouvements concurrents et contestataires
La perception de la population américaine face au mouvement Black Lives Matter varie considérablement selon la race (de recensement) à laquelle l’individu s'identifie. La phrase All Lives Matter a été créée en réponse au mouvement Black Lives Matter.
Toutefois, le mouvement All Lives Matter a été critiqué parce qu’il remet en question le message du groupe Black Lives Matter,. Après la fusillade qui a tué deux membres du corps de police de Ferguson, le hashtag #Blue Lives Matter a été créé en solidarité à la police.

## Dégradations de statues

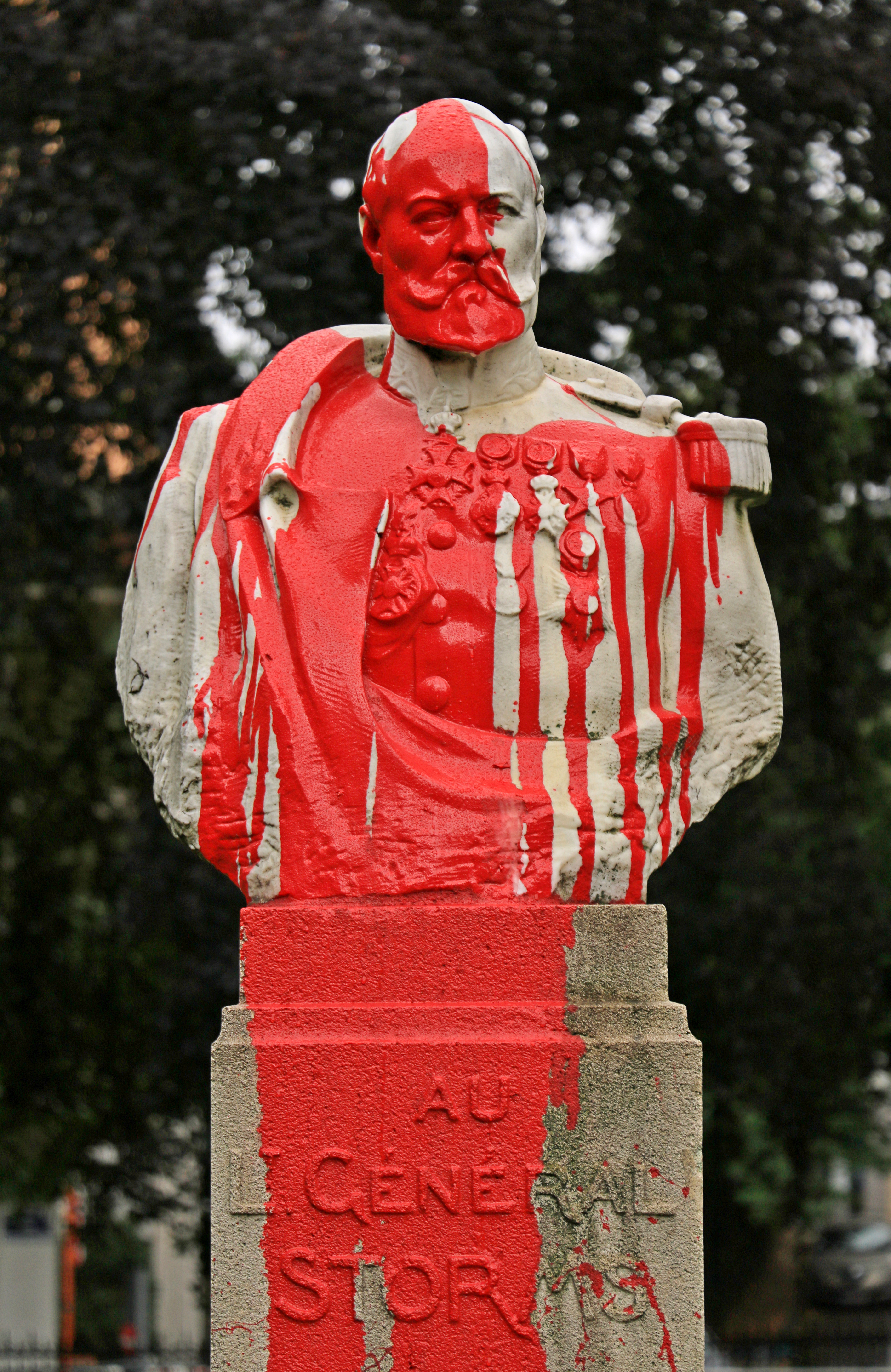
Le monument au Général Storms à Bruxelles aspergé de peinture rouge, symbole du sang des Congolais.

Dans le sillage du mouvement Black Lives Matter, des personnes militant contre les discriminations et violences racistes s'en sont prises au cours du mois de juin 2020 à diverses statues représentant des personnes liées à l'esclavage, la colonisation ou le racisme. Parmi les statues ayant fait l'objet de dégradations, déboulonnées ou retirées figurent Edward Colston, marchand d'esclaves britannique à Bristol, Léopold II, possesseur de l'État indépendant du Congo à Anvers, Henry Dundas, homme politique ayant travaillé à retarder l’abolition de l’esclavage à Édimbourg, Robert Milligan (en), un planteur esclavagiste du XVIIIe siècle à Londres. Selon Fabrice Bensimon, professeur d'histoire et de civilisation britannique à l'université Paris-IV-Sorbonne, ces actions « sont en rapport avec l’indignation générale après la mort de George Floyd aux États-Unis (...) contre les hommages qui sont rendus à de tels personnages historiques ». Pour lui « l y a un enjeu de mémoire important. Maintenir et préserver ces monuments dans l’espace public, cela signifie rendre hommage à des dirigeants confédérés ou à des colonisateurs. Ceux que l’on honore par des statues, par des noms de rues ou par des monuments sont ceux dont l’héritage apparaît positif, ou mérite d’être salué ».
Selon le journaliste Philippe Bernard, ce mouvement considère comme inacceptables ces symboles de personnes ayant participé aux traites négrières ou les ayant défendues. S’appuyant sur un court métrage de 1953 réalisé par Alain Resnais et Chris Marker, il considère qu’un observateur d’une statue porte sur elle un regard qui dépend de sa propre culture. Ainsi, pour lui, les enjeux sont de « cesser la souffrance engendrée par des hommages blessants, [de] permettre l’appropriation par les descendants des victimes d’une histoire complexe […], [et de] faciliter l’émergence d’un récit partagé, acceptable par tous ».